# Костінешть (комуна)
Костінешть, Костінешті (рум. Costinești) — комуна у повіті Констанца в Румунії. До складу комуни входять такі села (дані про населення за 2002 рік):
- Костінешть (905 осіб) — адміністративний центр комуни
- Скіту (1625 осіб)

Комуна розташована на відстані 209 км на схід від Бухареста, 25 км на південь від Констанци.

## Населення
За даними перепису населення 2002 року у комуні проживали 2530 осіб.
Національний склад населення комуни:
| Національність   | Кількість осіб | Відсоток |
| ---------------- | -------------- | -------- |
| румуни           | 2518           | 99,5%    |
| угорці           | 5              | 0,2%     |
| німці            | 2              | 0,1%     |
| росіяни-липовани | 2              | 0,1%     |
| турки            | 1              | < 0,1%   |

Рідною мовою назвали:
| Мова       | Кількість осіб | Відсоток |
| ---------- | -------------- | -------- |
| румунська  | 2521           | 99,6%    |
| угорська   | 4              | 0,2%     |
| українська | 1              | < 0,1%   |
| німецька   | 1              | < 0,1%   |
| російська  | 1              | < 0,1%   |

Склад населення комуни за віросповіданням:
| Релігія        | Кількість осіб | Відсоток |
| -------------- | -------------- | -------- |
| православні    | 2494           | 98,6%    |
| римо-католики  | 14             | 0,6%     |
| адвентисти     | 7              | 0,3%     |
| лютерани       | 7              | 0,3%     |
| п'ятдесятники  | 4              | 0,2%     |
| греко-католики | 3              | 0,1%     |
| мусульмани     | 1              | < 0,1%   |